# Soprano (rappeur)
Pour les articles homonymes, voir Soprano (homonymie).
Soprano, de son vrai nom Saïd M'Roumbaba (né le 14 janvier 1979 à Marseille, dans les Bouches-du-Rhône), est un rappeur, chanteur, compositeur, animateur de télévision et acteur franco-comorien. Soprano débute dans le rap avec le groupe Psy 4 de la rime à la fin des années 1990, courant des années 2000. Par la suite, il se lance dans des projets solo, il sort un premier album en 2007 Puisqu'il faut vivre. En 2014, son album Cosmopolitanie assure un virage pop.

## Biographie

### Jeunesse et débuts
Soprano, de son vrai nom Saïd M'Roumbaba, est né le 14 janvier 1979, à Marseille, dans le département français des Bouches-du-Rhône, dans une famille comorienne de confession musulmane. Son père est homme à tout faire sur des pétroliers et sa mère est femme de ménage. Il grandit dans les quartiers nord de Marseille, d'abord au Plan D'Aou, puis aux Balustres. Il fait ses débuts dans le rap français avec le groupe Psy 4 de la rime composé d'Alonzo, Vincenzo (ses cousins) et du DJ Sya Styles (son ami d'enfance), repérés par Akhenaton (IAM). Il réside actuellement dans le centre-ville de Marseille.
En 1994, Soprano monte avec Alonzo, Vincenzo et Sya Styles le groupe KDB (Kids Dog Black) qui deviendra ensuite Psy 4 de la rime. Ils font des apparitions sur diverses compilations et bandes originales comme Sad Hill Impact, Time Bomb, Zonzon ou Comme un aimant. Ils signent ensuite chez 361 Records, label d'Akhenaton, et sortent en 2002 leur premier album : Block Party.

### DeStreet SkillzàPuisqu'il faut vivre(2002-2009)
En 2003, alors que l'album des Psy 4 de la rime Block Party connaît le succès, il ouvre son label Street Skillz Records avec son DJ Mej, Matheo et Cesare, un rappeur et compositeur marseillais. Ensuite, ils sortent les compilations Block Life 1, 2, 3 et 4 sur lesquelles participent de nouveaux rappeurs. C'est sur le quatrième volume de cette compilation qu'on découvre pour la première fois la chanson Dernière Chance de Soprano et Léa Castel, qui connaît le succès seulement en 2008 lors de la sortie de l'album de Léa Castel. Puis en 2003, le label sort les mixtapes We Copy the Remix (dont le concept est de remixer des morceaux américains), et vers 2004 Block Style (Soprano et Le Rat Luciano) (dont le concept est de regrouper les meilleurs couplets de Soprano et Le Rat Luciano, et Mains pleines de ciment vol.2 avec la nouvelle génération du rap français, comme L'Algérino, Mino, etc).
Le mixtape Psychanalyse avant l'album précède la sortie de Puisqu'il faut vivre, son premier album solo édité en 2007. Il reprend l'idée de la série télévisée Les Soprano, où le héros se confie souvent à son psychanalyste, et s'entretient avec la voix de la journaliste Pascale Clark entre les morceaux. Puisqu'il faut vivre se vend à plus de 200 000 exemplaires. Les singles Halla Halla, À la bien et Ferme les yeux et imagine-toi en duo avec Blacko (Sniper) sont issus de l'album. Dans le clip de À la bien, apparaissent les frères Cantona, la Swija, Psy 4 de la rime, Mino, Mej, Léa Castel et beaucoup d'autres. Ce titre est une « sorte d'hymne à la bonne humeur, [une] expression marseillaise par excellence ».

« Envoie le mic à Marseille, on l'fait... à la bien ! Pour les mecs en bas des blocks, on l'fait... à la bien ! »

En 2008, est édité Live au Dôme de Marseille, enregistré durant la tournée ayant suivi la sortie de son premier album. Lors de la cérémonie « L'année de musique classique en 2008 », qui récompense les artistes hip-hop français, Soprano est nommé « meilleur artiste de l'année ». Puisqu'il faut vivre remporte le prix du meilleur album, et À la bien celui de la meilleure chanson.

### DuCorbeauaux NRJ Music Awards 2012

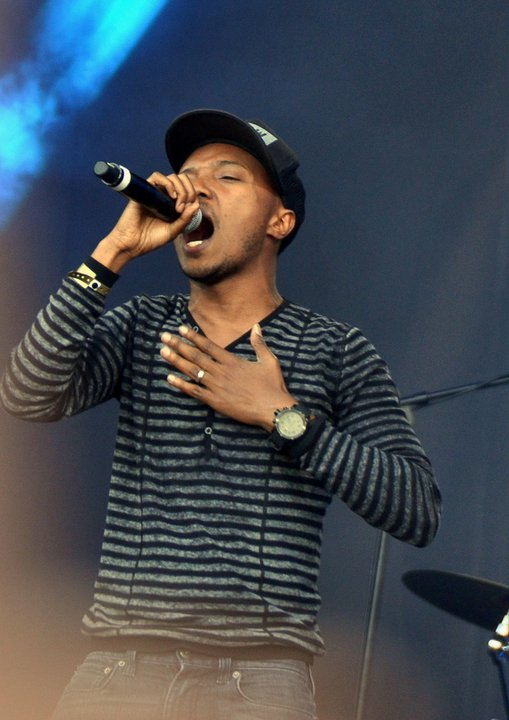
Soprano au concert SOS-Racisme du 14 juillet 2011.

En juillet 2010, Soprano sort sa mixtape  Puisqu'il faut vivre à La Colombe qui contient tout ce qu'il a fait en un an et demi, avec sept inédits. Le clip Darwa est tourné à Marseille, et Outro aura un mini clip. Le 4 octobre, le label Hostile Records édite son album La Colombe, qui se classe premier des ventes d'albums en France et devient disque d'or. Trois singles en sont extraits, Crazy, Hiro, interprété avec la chanteuse Indila, et Châteaux de sable, chanté en duo avec Awa Imani.
En 2011, sort l'album Le Corbeau, ainsi que le double album La Colombe et le corbeau, qui réunit ses deux derniers disques. C'est ma life, Dopé, Regarde-moi, et Sale Sud Anthem sont édités en single. Il obtient également du succès avec le morceau Cherie Coco en featuring avec Magic System. Il chante aussi dans la chanson Tranne Te Megamix avec les rappeurs: Fabri Fibra, Redman, Marracash, Dargen D'Amico et Entics. Toujours en 2011, il est choisi comme jury pour l'émission Sing Off sur France 2. Il participe au projet Paris Africa dont tous les droits sont reversés à l'association Paris Africa, et il est nommé aux NRJ Music Awards 2012 dans la catégorie Groupe/duo francophone avec le single C'est ma life feat. DJ Abdel ainsi qu'en 2013 dans la même catégorie pour le titre Coup de cœur ft. Kenza Farah.

« Malgré nos différences, les soucis et les coups de gueules, on a cru en nous, en notre coup de foudre, Saïd c’est toi et moi, le reste  on s’en fout ! »

— Coup de cœur, feat. Kenza Farah
Il fait aussi un duo avec Amel Bent pour Génération Goldman où il reprend la chanson Quand la musique est bonne.

### Cosmopolitanie(2014-2016)
Cosmopolitanie est le quatrième album solo de Soprano, il est sorti le 13 octobre 2014. De l'album sont extraits six singles : Ils Nous Connaissent Pas, Cosmo, Fresh Prince, Clown, Millionnaire et Barman. Millionnaire et Barman sont présents sur la réédition En route vers l'Everest.

L'album devient disque d'or un mois après sa sortie puis disque de platine un mois plus tard, soit deux mois après sa sortie.
Il intègre la troupe des Enfoirés en 2016.
L'album est certifié disque de diamant avec plus de 500 000 ventes en décembre 2016,.

### L'Everestet nouvelle tournée (2016-2018)
Le 7 juin 2016 Soprano dévoile en exclusivité sur Skyrock son nouveau titre Le Diable ne s'habille plus en Prada, premier extrait de son cinquième album intitulé L'Everest dont la sortie est fixée au 14 octobre 2016. 
En plus de ce nouveau single, en 2017, il anime un programme court intitulé La Reco de Soprano dans l'émission Monte le son ! présentée par l'humoriste Chrystelle Canals sur France 4. Ses « reco » pour « recommandations » sont des artistes ou des chansons qu'il adore et conseille : IAM, Jacques Brel, PNL, Florent Pagny ou encore Eminem. La même année, pour Le Printemps de France 3, il compose - tout comme Christophe Maé - les jingles de publicité et interludes de la chaîne.
Par ailleurs, il a écrit le nouveau single des Enfoirés On fait le show et co-écrit le nouveau single de Tal Mondial.
Niveau chiffres, l'album devient disque d'or en un peu moins d'un mois. Il devient disque de platine début décembre 2016 soit un peu moins de deux mois après sa sortie. En janvier 2017, l'album passe double disque de platine puis triple disque de platine en avril 2017. L'album devient disque de diamant en octobre 2017, soit un an après sa sortie. En juin 2018, l'album compte 800 000 exemplaires écoulés.

### Phœnix(2018-2019)
Le 13 décembre 2017, le rappeur prévoit un nouvel album le 9 novembre 2018 qui se nomme Phœnix.
Le premier single de l'album sort le 6 septembre 2018 et s'intitule À la vie à l’amour. Le 26 octobre 2018, il sort le deuxième single de son album intitulé Zoum en duo avec Niska. Le 9 novembre, il sort l'album Phœnix qui est certifié disque d'or en dix jours. En décembre 2018, soit un mois après sa sortie, l'album devient disque de platine. Début janvier 2019, l'album passe double disque de platine avec plus de 200 000 exemplaires vendus.
Son troisième extrait Fragile, où il dénonce le harcèlement scolaire, sort en février 2019. Fin avril, l'album est certifié triple disque de platine en passant le cap des 300 000 ventes. Le quatrième extrait Le Coach en featuring avec Vincenzo sort en mai 2019. Son album évoque des thèmes qui lui tienne à cœur comme le harcèlement, l'infidélité, la violence mais avec toujours un brin positif propre à l'artiste. En décembre 2019, l'album Phœnix devient disque de diamant en atteignant le cap des 500 000 ventes, il s'agit du troisième disque de diamant dans la carrière de Soprano après Cosmopolitanie et L'Everest.

### 13'Organisé(2020)
En octobre 2020, il participe au projet collectif marseillais 13'Organisé, regroupant une cinquantaine de rappeurs de la ville, à l'initiative de Jul. L'album sera certifié disque de platine.

### Chasseur d'étoiles(2020-2022)
En novembre 2020, il annonce son prochain album Chasseur d'étoiles ainsi qu'une tournée des stades en France dans une vidéo Youtube. Le 3 septembre 2021, l'album est publié.
Le 24 mars 2021, il sort Près des étoiles extrait d'un nouvel album.
Le 24 juin, il dévoile Dingue. À la fin du clip, il annonce son nouvel album intitulé Chasseur d'étoiles prévu pour le 3 septembre 2021.
Le 21 octobre 2021, il sort le clip de NKOTB, suivi par Forrest le 17 novembre,, qui eut un grand succès lançant le #ForrestChallenge,.
En novembre, l'album devient disque de platine en atteignant le cap des 200 000 ventes, un chiffre en baisse après les ventes de ces précédents albums qui atteignaient le cap des 500 000 ventes 
Le 29 avril 2022, il dévoile un nouveau single nommé Superman n'existe pas avec Zamdane.
Le 5 mai, il annonce 3 titres inédits qui font partie de la Stadium Edition qui est sortie le 3 juin.
Le 1 juin, il dévoile Venga Mi avec Gradur, ainsi que le clip à 12h.
Le 4 juin 2022, il commence sa tournée par le stade de la Pontaise à Lausanne puis continue, le 4 juin, avec un concert au Groupama Stadium à Lyon, deux dates au stade Vélodrome de Marseille, les 18 et 19 juin 2022 et, le 25 juin 2022, à Bordeaux, au Matmut Stadium. Il termine cette tournée avec un concert au Stade de France initialement prévu le 2 juillet 2022 mais reporté au 6 mai 2023 en raison de travaux sur la ligne principale du RER.
Le dernier titre extrait de la Stadium Edition, s'appelle Soldat de paix et parle de la pandémie de Covid-19 et de la guerre entre l'Ukraine et la Russie.

### Freedom(depuis 2023)
Dans une interview sur Skyrock, Soprano déclare vouloir faire un featuring avec le rappeur Gims, affirma de n'avoir jamais fait de morceau avec lui depuis qu'ils ont chanté un freestyle De Marseille à Paris sur l'album Subliminal, il déclare également faire une chanson avec Stromae, Orelsan et Dinos. 
Le 3 mai 2024, il dévoile Facile à danser. Le 23 mai 2024, il annonce son nouvel album intitulé Freedom

## Vie personnelle
Soprano est l'aîné d'une famille de cinq enfants. Il a deux frères qui sont eux aussi rappeurs : Djamal alias Diego (du groupe la Swija) et Zakaria alias K-rlos (du groupe Liaison Meurtrière) qui le rejoignent parfois sur scène ; et deux sœurs Sakina et Naïma.
Saïd n'a pas connu son premier enfant, né alors qu'il n'a que 16 ans. Sans l'avertir, la mère place l'enfant à l'aide sociale à l'enfance. La chanson Parle-moi de l'album Puisqu'il faut vivre s'adresse à lui. En décembre 2022, invité sur la chaîne Twitch du journaliste et animateur de Questions pour un champion Samuel Étienne, Soprano révèle avoir retrouvé récemment l'enfant, un garçon né sous X 27 ans auparavant.
Saïd est marié depuis juin 2006 avec Alexia. De cette union naissent trois autres enfants : une fille prénommée Inaya née le 12 juillet 2007, un fils Lenny né le 22 janvier 2009 et une seconde fille, Luna née le 10 mars 2012, il écrira une chanson pour chacun d'entre eux.
Il est également le cousin germain de Vincenzo et Alonzo, deux rappeurs de son groupe Psy 4 de la rime mais également de Djamel Bakar, ancien joueur de foot professionnel ayant joué à Tours ou à Nancy notamment.
Sya Styles, qu'il considère comme son frère, meurt d'un cancer en 2015. Soprano lui rend hommage en écrivant Roule (dans l'album L'Everest) qui raconte comment il vit son deuil.
Son père décède le 3 mai 2020 à l'hôpital de Samba Kouni à Grande Comore. Suspecté d'être contaminé par le Covid-19, il devait faire l'objet d'une évacuation sanitaire vers le centre hospitalier universitaire de La Réunion.
Au moment du lancement de sa série À la vie, à la mort diffusée sur Disney Plus qui dévoile les dessous de son parcours d'artiste, le rappeur se confie à Télé-Loisirs sur une période difficile de sa vie. Il raconte notamment sa sévère dépression qui le pousse à tenter de mettre fin à ses jours dans les années 2000, alors même qu'il connaissait ses premiers succès au sein du groupe Psy 4 de la rime et se lançait dans une carrière que son père désapprouvait.

## Caritatif
Soprano devient le parrain du Téléthon en 2021.
Il a chanté pour les Enfoirés à de nombreuses reprises.

## Influences et style musical
Parmi ses influences, Soprano cite notamment Michael Jackson, Daniel Balavoine, Kanye West, Jay-Z, Lil Wayne, Eminem ainsi que les new-yorkais Mobb Deep. Dans une chanson, il cite « le MC blanc de Detroit, Eminem, le MC de New York, Nas et celui de LA, Dr. Dre » comme des influences. Il apprécie également la world music, entre autres le couple de musiciens maliens Amadou et Mariam et l'ivoirien Tiken Jah Fakoly sur les titres Ouvrez les frontières en 2007 et Le monde est chaud en 2019.
De ce fait il est également inspiré par Le Rat Luciano ou plus généralement la Fonky Family ainsi que par Keny Arkana.
Le rappeur dit appartenir à « l'école de IAM », et vouloir « casser les clichés que les gens ont du rap en général : vulgarité, négativité, violence, ghettoïsation. »

## Discographie
- 2007 : Puisqu'il faut vivre
- 2010 : La Colombe
- 2011 : Le Corbeau
- 2014 : Cosmopolitanie
- 2016 : L'Everest
- 2018 : Phœnix
- 2021 : Chasseur d'étoiles
- 2024 : Freedom - Pt.I
- 2024 : Émancipation - Freedom Pt.II
- 2025 : Renaissance - Freedom Pt.III
- 2025 : Joyboy
- 2026 : Karaoké
- 2029 : Saïd

## Tournées

### Everest Tour
Il tient un concert à l'AccorHotels Arena le 30 septembre 2017 et un autre concert au Stade Vélodrome le 7 octobre 2017 : le show marseillais devant 53 000 spectateurs fait de lui « le premier rappeur français à remplir un stade entier » et le « premier chanteur français à être parvenu à remplir ainsi le stade Vélodrome après Johnny Hallyday ». Sa tournée « L'Everest Tour » est classée comme la plus grosse tournée française de l'année 2017 avec plus de 100 dates à guichets fermés à travers l'Hexagone[réf. nécessaire].

### Phoenix Tour
Il entame une nouvelle tournée à partir du 7 mars 2019 où il se produira deux fois au Stade Vélodrome de Marseille, ainsi que deux autres fois au Stade Pierre Mauroy de Villeneuve-d'Ascq puis à Paris La Défense Arena (Nanterre) le 21 septembre 2019

### Chasseurs d'étoiles tour
Le 4 juin 2022, il commence sa tournée par le stade de la Pontaise à Lausanne puis continue, le 4 juin, avec un concert au Groupama Stadium à Lyon, deux dates au stade Vélodrome de Marseille, les 18 et 19 juin 2022 et, le 25 juin 2022, à Bordeaux, au Matmut Stadium. Il termine cette tournée avec un concert au Stade de France initialement prévu le 2 juillet 2022 mais reporté au 6 mai 2023 en raison de travaux sur la ligne principale du RER.Reviendra à Gayant Expo à Douai dans le nord pour un dernier concert dans le nord en tout cas pour le chasseur d'étoiles tour.

## Filmographie

### Cinéma
- 2010 : Conte de la frustration  : lui-même (rôle secondaire)
- 2018 : Taxi 5 : Baba, chauffeur VTC et meilleur ami d'Eddy (rôle secondaire)
- 2018 : Les Déguns : l'avocat de Karim et Nono (rôle secondaire)
- 2020 : Tout simplement noir : lui-même (rôle secondaire)
- 2022 : Classico de Nathanaël Guedj et Adrien Piquet-Gauthier : lui-même
- 2022 : Soprano, à la vie, à la mort[60] : lui-même
- 2025 : Marius et les gardiens de la cité phocéenne de Tony Datis : Marius

### Doublage
- 2022 : Krypto et les Super-Animaux : Chip[61],[62] (version française)

### Séries télévisées et téléfilm
- 2014 : Frères d'armes : Présentation d'Ali M'Houmadi
- 2014 : Les Déguns : lui-même (saison 1, épisode 8)
- 2015 : Les Déguns : lui-même (saison 2, épisode 10)
- 2020 : Validé : lui-même (saison 1, épisode 9)
- 2022 : Tous Inconnus, téléfilm de Nicolas Hourès : lui-même

## Émissions de télévision
- 2010 : Sing-Off 100 % Vocal sur France 2 : juré
- 2018-2020 : The Voice Kids sur TF1 : juré
- 2019 : The Voice sur TF1 : juré
- 2021 : Soprano, retour dans les années 80/Soprano, retour en 2021 sur TF1 : chanteur et co-présentateur avec Camille Combal[63]
- 2022 : The Voice Belgique : juré (dans l'épisode 14)
- 2022 : Saison 8 de The Voice Kids sur TF1 : co-coach

## Publications
- Soprano, Mélancolique anonyme, Paris, Don Quichotte, 2014, 309 p. (ISBN 978-2-35949-150-0) — Autobiographie reprenant le titre d'une chanson de l'album Puisqu'il faut vivre.

## Récompenses et nominations
Il est élevé chevalier de l'Ordre du croissant vert comorien le 6 juillet 2018.
Le 19 septembre 2019, Soprano fait son entrée au Musée Grévin. Sa statue de cire revêt la tenue qu'il portait lors de la cérémonie des NRJ Music Awards 2018. « On a gardé cette tenue, on s'est dit que ça mélangeait The Voice (le rappeur est jury de l'émission, ndlr), ma carrière, la scène... ça me résumait bien. » déclare le rappeur pour France 3.

### NRJ Music Awards
| Année | Travail nommé                        | Catégorie                               | Résultat   | Réf.   |
| ----- | ------------------------------------ | --------------------------------------- | ---------- | ------ |
| 2012  | DJ Abdel feat. Soprano               | Groupe/duo francophone de l'année       | Nomination | [ 67 ] |
| 2013  | Kenza Farah & Soprano                | Groupe/duo francophone de l'année       | Nomination | [ 68 ] |
| 2015  | Soprano                              | Artiste masculin français de l'année    | Nomination | [ 69 ] |
| 2016  | Soprano                              | Artiste masculin francophone de l'année | Lauréat    | [ 70 ] |
| 2016  | Le diable ne s'habille plus en Prada | Chanson française de l'année            | Nomination | [ 70 ] |
| 2017  | Soprano                              | Artiste masculin francophone de l'année | Lauréat    | [ 71 ] |
| 2017  | Roule                                | Chanson francophone de l'année          | Nomination | [ 71 ] |
| 2018  | Soprano                              | Artiste masculin francophone de l'année | Lauréat    | [ 72 ] |
| 2019  | Soprano                              | Artiste masculin francophone de l'année | Nomination | [ 73 ] |
| 2019  | Soprano feat. Vincenzo - Le coach    | Clip de l'année                         | Nomination | [ 73 ] |
| 2019  | Soprano feat. Vincenzo - Le coach    | Chanson francophone de l'année          | Nomination | [ 73 ] |
| 2019  | Soprano feat. Vincenzo - Le coach    | Performance francophone de la soirée    | Nomination | [ 73 ] |
| 2020  | À nos héros du quotidien             | Clip de l'année                         | Nomination | [ 74 ] |
| 2021  | Soprano                              | Artiste masculin francophone de l'année | Nomination | [ 75 ] |
| 2021  | Près des étoiles                     | Clip de l'année                         | Nomination | [ 75 ] |
| 2021  | Dingue                               | Chanson francophone de l'année          | Nomination | [ 75 ] |
| 2022  | Soprano                              | Artiste masculin francophone de l'année | Nomination | [ 76 ] |
| 2022  | Soprano & Gradur - Venga Mi          | Collaboration francophone de l'année    | Nomination | [ 76 ] |
| 2022  | Soprano                              | Tournée francophone de l'année          | Nomination | [ 76 ] |
| 2022  | Soprano feat. Gradur - Venga Mi      | Chanson francophone de l'année          | Nomination | [ 76 ] |
| 2023  | Soprano                              | Tournée francophone de l'année          | Nomination | [ 77 ] |

### L'année du Hip Hop
| Année | Travail nommé        | Catégorie            | Résultat   | Réf.   |
| ----- | -------------------- | -------------------- | ---------- | ------ |
| 2008  | Soprano              | Meilleur artiste rap | Lauréat    | [ 78 ] |
| 2008  | À la bien            | Meilleur clip        | Nomination | [ 78 ] |
| 2008  | Puisqu'il faut vivre | Meilleur album       | Lauréat    | [ 78 ] |
| 2008  | À la bien            | Meilleure chanson    | Lauréat    | [ 78 ] |
| 2008  | Soprano              | Meilleur concert     | Nomination | [ 78 ] |

### MTV Europe Music Awards
| Année | Travail nommé | Catégorie                 | Résultat   | Réf.                  |
| ----- | ------------- | ------------------------- | ---------- | --------------------- |
| 2007  | Soprano       | Meilleur artiste français | Nomination |                       |
| 2011  | Soprano       | Meilleur artiste français | Nomination | [source insuffisante] |
| 2017  | Soprano       | Meilleur artiste français | Nomination |                       |
| 2019  | Soprano       | Meilleur artiste français | Nomination |                       |
| 2020  | Soprano       | Meilleur artiste français | Nomination |                       |

### Victoires de la musique
| Année | Travail nommé  | Catégorie                  | Résultat   | Réf.   |
| ----- | -------------- | -------------------------- | ---------- | ------ |
| 2011  | La Colombe     | Album de musiques urbaines | Nomination | [ 80 ] |
| 2015  | Cosmopolitanie | Album de musiques urbaines | Nomination | [ 81 ] |
| 2018  | Soprano        | Artiste masculin           | Nomination | [ 82 ] |
| 2018  | Roule          | Chanson originale          | Nomination | [ 82 ] |

### Trophées des arts afro-caribéens
| Année | Travail nommé            | Catégorie                            | Résultat | Réf.   |
| ----- | ------------------------ | ------------------------------------ | -------- | ------ |
| 2007  | Puisqu'il faut vivre     | Meilleur artiste de musique urbaines | Lauréat  | [ 83 ] |
| 2011  | Hiro (ft. Indila)        | Meilleur clip                        | Lauréat  | [ 83 ] |
| 2011  | La colombe et le corbeau | Album de l'année                     | Lauréat  | [ 83 ] |

### Trace Urban Music Awards
| Année | Travail nommé                            | Catégorie               | Résultat   | Réf.   |
| ----- | ---------------------------------------- | ----------------------- | ---------- | ------ |
| 2013  | Kenza Farah feat. Soprano - Coup de cœur | Meilleure collaboration | Nomination |        |
| 2014  | Soprano                                  | Meilleur artiste        | Nomination | [ 84 ] |
| 2014  | Ils nous connaissent pas                 | Meilleure chanson       | Lauréat    | [ 84 ] |
| 2014  | Ils nous connaissent pas                 | Meilleur clip           | Nomination | [ 84 ] |

### Gulli'Z
| Année | Travail nommé | Catégorie        | Résultat   | Réf. |
| ----- | ------------- | ---------------- | ---------- | ---- |
| 2015  | Soprano       | Chanteur préféré | Nomination |      |

### Kids' Choice Awards
| Année | Travail nommé | Catégorie                        | Résultat   | Réf. |
| ----- | ------------- | -------------------------------- | ---------- | ---- |
| 2016  | Soprano       | Artiste musical français préféré | Nomination |      |

### La Chanson de l'année
| Année | Travail nommé      | Catégorie          | Résultat   | Réf. |
| ----- | ------------------ | ------------------ | ---------- | ---- |
| 2016  | Cosmo              | Chanson de l'année | Nomination |      |
| 2017  | Roule              | Chanson de l'année | Nomination |      |
| 2018  | Soprano            | Prix d'honneur     | Lauréat    |      |
| 2019  | À la vie à l'amour | Chanson de l'année | Nomination |      |

### Grands Prix Sacem
| Année | Travail nommé            | Catégorie                                 | Résultat | Réf. |
| ----- | ------------------------ | ----------------------------------------- | -------- | ---- |
| 2017  | Soprano                  | Grand Prix des musiques urbaines          | Lauréat  |      |
| 2020  | À nos héros du quotidien | Prix Rolf Marbot de la chanson de l'année | Lauréat  |      |

### W9 d'Or
| Année | Travail nommé  | Catégorie          | Résultat | Réf. |
| ----- | -------------- | ------------------ | -------- | ---- |
| 2017  | L'Everest Tour | Tournée de l’année | Lauréat  |      |
| 2023  | Soprano        | Tournée de l’année | Lauréat  |      |